# Girolamo Pamphili, IV principe di San Martino al Cimino e Valmontone
Girolamo Pamphili, IV principe di San Martino al Cimino e Valmontone (Roma, 1º gennaio 1678 – Roma, 21 dicembre 1760), è stato un principe italiano.

## Biografia
Nato a Roma il 1º gennaio 1678, Girolamo era il figlio terzogenito di Giovanni Battista Pamphili, II principe di San Martino al Cimino e Valmontone e di sua moglie, Violante Facchinetti. Per parte di suo padre era discendente da papa Innocenzo X e da papa Clemente VIII, nonché nipote del cardinale Benedetto Pamphilj, mentre da parte di sua madre era imparentata con papa Innocenzo IX. Era fratello minore del suo predecessore, Camillo Filippo. 
Suo fratello maggiore Innocenzo morì nel 1695 senza essersi mai sposato e senza aver avuto alcun erede, e suo fratello Camillo Filippo si trovò così il primo in linea di successione al loro padre. Quando il loro genitore morì nel 1709, Camillo Filippo gli succedette al titolo di principe di San Martino al Cimino e di Valmontone, oltre al ducato di Carpineto Romano che il loro padre aveva acquistato durante il periodo della propria reggenza del titolo. Quando pure Camillo Filippo morì nel 1747 senza aver avuto eredi dal suo matrimonio, Girolamo si trovò suo erede universale.
Morì a Roma il 21 dicembre 1760 senza eredi maschi viventi: con lui si estinse la famiglia Pamphili. Ancora in vita aveva nominato erede testamentario il cardinale Girolamo Colonna suo nipote ex sorore, ma spentosi questo prematuramente nel 1763, il Papa Clemente XIII concesse la possibilità alla famiglia Doria Landi  di ereditarne titoli, patrimonio e l'uso dello stemma, tramutandone così il cognome in Doria Landi Pamphili.

## Matrimonio e discendenza
Girolamo si sposò due volte: il primo matrimonio venne celebrato a Roma il 27 maggio 1705 con Isabella Conti (24 giugno 1679-4 maggio 1718), figlia di Giuseppe Lotario Conti, VI duca di Poli e Guadagnolo, e di sua moglie, Lucrezia Colonna. Da questo matrimonio nacquero tre figli:
- Marianna (1706-dopo il 1771[4]), monaca con il nome di suor Maria Maddalena nel monastero della SS. Incarnazione;
- Angela (1707-dopo il 1771[4]), monaca come suor Teresa Maria nel monastero della SS. Incarnazione;
- Benedetto (1709-7 dicembre 1750[5]), sposò il 25 agosto 1727 Olimpia (1707-1766), figlia di Marcantonio III Borghese, III principe di Sulmona[6], ma non ebbe eredi.

Vedovo, Girolamo si risposò nel 1728 a Roma con Olimpia (22 settembre 1697-18 febbraio 1771), figlia di Alessandro Caffarelli, III duca di Assergi, e di sua moglie, Eleonora Nunez; da questo matrimonio non nacquero eredi.

## Albero genealogico
|                                                                                    |                                              |                                             | Genitori                                          |  |  | Nonni |  |  | Bisnonni           |  |  | Trisnonni       |  |
|                                                                                    |                                              |                                             |                                                   |  |  |       |  |  | Pamphilio Pamphili |  |  | Camillo Pamfili |  |
|                                                                                    |                                              |                                             |                                                   |  |  |       |  |  | Pamphilio Pamphili |  |  | Camillo Pamfili |  |
|                                                                                    |                                              | Flaminia Cancellieri del Bufalo             |                                                   |  |  |       |  |  | Pamphilio Pamphili |  |  |                 |  |
| Camillo Francesco Maria Pamphili, I principe di San Martino al Cimino e Valmontone |                                              |                                             |                                                   |  |  |       |  |  | Pamphilio Pamphili |  |  |                 |  |
|                                                                                    |                                              | Olimpia Maidalchini                         | Sforza Maidalchini                                |  |  |       |  |  |                    |  |  |                 |  |
|                                                                                    |                                              | Olimpia Maidalchini                         | Sforza Maidalchini                                |  |  |       |  |  |                    |  |  |                 |  |
|                                                                                    |                                              | Olimpia Maidalchini                         | Vittoria Gualtiero                                |  |  |       |  |  |                    |  |  |                 |  |
| Giovanni Battista Pamphili, II principe di San Martino al Cimino e Valmontone      |                                              | Olimpia Maidalchini                         |                                                   |  |  |       |  |  |                    |  |  |                 |  |
|                                                                                    |                                              | Giorgio Aldobrandini, I principe di Rossano | Gianfrancesco Aldobrandini, I principe di Meldola |  |  |       |  |  |                    |  |  |                 |  |
|                                                                                    |                                              | Giorgio Aldobrandini, I principe di Rossano | Gianfrancesco Aldobrandini, I principe di Meldola |  |  |       |  |  |                    |  |  |                 |  |
|                                                                                    |                                              | Giorgio Aldobrandini, I principe di Rossano | Olimpia Aldobrandini                              |  |  |       |  |  |                    |  |  |                 |  |
| Olimpia Aldobrandini                                                               |                                              | Giorgio Aldobrandini, I principe di Rossano |                                                   |  |  |       |  |  |                    |  |  |                 |  |
|                                                                                    |                                              | Ippolita Ludovisi                           | Orazio Ludovisi, I duca di Fiano                  |  |  |       |  |  |                    |  |  |                 |  |
|                                                                                    |                                              | Ippolita Ludovisi                           | Orazio Ludovisi, I duca di Fiano                  |  |  |       |  |  |                    |  |  |                 |  |
|                                                                                    |                                              | Ippolita Ludovisi                           | Lavinia Albergati                                 |  |  |       |  |  |                    |  |  |                 |  |
| Girolamo Pamphili, IV principe di San Martino al Cimino e Valmontone               |                                              | Ippolita Ludovisi                           |                                                   |  |  |       |  |  |                    |  |  |                 |  |
|                                                                                    | Ludovico Facchinetti, II marchese di Vianino | Cesare Facchinetti, I marchese di Vianino   |                                                   |  |  |       |  |  |                    |  |  |                 |  |
|                                                                                    | Ludovico Facchinetti, II marchese di Vianino | Cesare Facchinetti, I marchese di Vianino   |                                                   |  |  |       |  |  |                    |  |  |                 |  |
|                                                                                    | Ludovico Facchinetti, II marchese di Vianino | Giovanna Sampieri                           |                                                   |  |  |       |  |  |                    |  |  |                 |  |
| Innocenzo Facchinetti, III marchese di Vianino                                     | Ludovico Facchinetti, II marchese di Vianino |                                             |                                                   |  |  |       |  |  |                    |  |  |                 |  |
|                                                                                    |                                              | Violante da Correggio                       | Alessandro I da Correggio                         |  |  |       |  |  |                    |  |  |                 |  |
|                                                                                    |                                              | Violante da Correggio                       | Alessandro I da Correggio                         |  |  |       |  |  |                    |  |  |                 |  |
|                                                                                    |                                              | Violante da Correggio                       | Ippolita Torelli                                  |  |  |       |  |  |                    |  |  |                 |  |
| Violante Facchinetti                                                               |                                              | Violante da Correggio                       |                                                   |  |  |       |  |  |                    |  |  |                 |  |
|                                                                                    |                                              | Girolamo Albergati - Capacelli              | Silvio Albergati                                  |  |  |       |  |  |                    |  |  |                 |  |
|                                                                                    |                                              | Girolamo Albergati - Capacelli              | Silvio Albergati                                  |  |  |       |  |  |                    |  |  |                 |  |
|                                                                                    |                                              | Girolamo Albergati - Capacelli              | Ippolita Capacelli                                |  |  |       |  |  |                    |  |  |                 |  |
| Ippolita Albergati - Capacelli                                                     |                                              | Girolamo Albergati - Capacelli              |                                                   |  |  |       |  |  |                    |  |  |                 |  |
|                                                                                    |                                              | Camilla Bonfioli                            | …                                                 |  |  |       |  |  |                    |  |  |                 |  |
|                                                                                    |                                              | Camilla Bonfioli                            | …                                                 |  |  |       |  |  |                    |  |  |                 |  |
|                                                                                    |                                              | Camilla Bonfioli                            | …                                                 |  |  |       |  |  |                    |  |  |                 |  |
|                                                                                    |                                              | Camilla Bonfioli                            |                                                   |  |  |       |  |  |                    |  |  |                 |  |